# Luftangriff auf Freiberg
Die Stadt Freiberg in Sachsen (1939: 35.000 Einwohner) wurde im Zweiten Weltkrieg, am 7. Oktober 1944, von 24 amerikanischen Fernbombern vom Typ B-17 „Flying Fortress“ angegriffen, die 60,5 Tonnen Sprengbomben geladen hatten. 82 Gebäude wurden zerstört oder schwer beschädigt, 263 weitere mittelgradig oder leicht beschädigt. 172 Menschen starben, davon 133 Frauen und Kinder. 115 Verwundete waren zu versorgen. Über 1500 Freiberger wurden obdachlos.

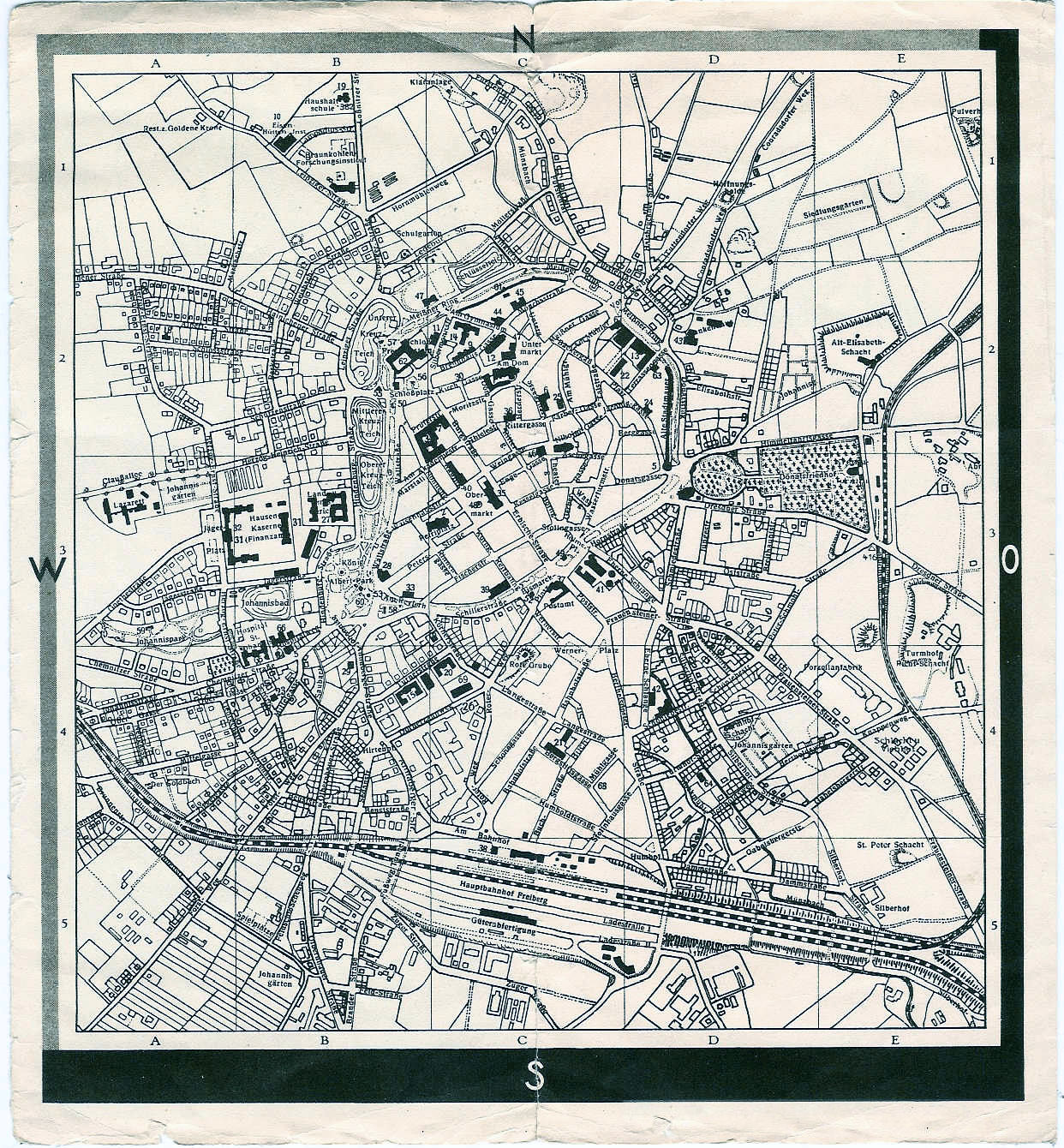
Innenstadtplan Freiberg 1932

## Der Angriff auf Freiberg
Die folgenden Angaben stammen aus dem Kriegstagebuch der 8th Air Force und der Dokumentation von Reinhard Döring von 2004 im Stadtmuseum Freiberg.

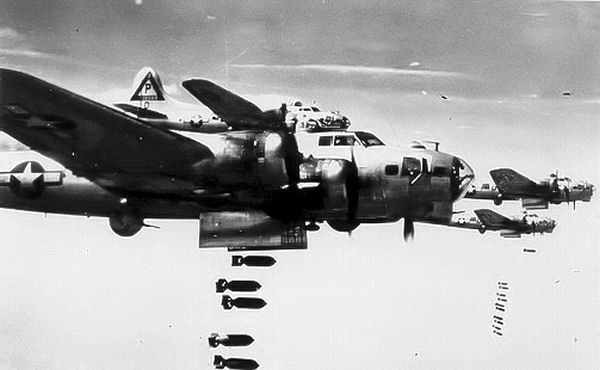
Amerikanische Boeing B-17 „Flying Fortress“

Am 7. Oktober 1944, zur Mittagszeit, griff die in Ostengland stationierte 8th Air Force mit 1401 viermotorigen, zehnsitzigen, strategischen Bombern und 900 (521) begleitenden Langstrecken-Jagdflugzeugen Ziele im mittleren Deutschland an. Eines der Primärziele waren die Hydrierwerke bei Brüx in Nordböhmen. Wegen dortiger dichter Bewölkung (künstlicher Vernebelung?) mit schlechten Sichtverhältnissen suchten Teile der 1. Bomberdivision für diesen Fall die vorgesehenen Ausweichziele („targets of opportunity“) auf: Zwickau, Dresden und Freiberg. Die 91st Bombardment Group mit Freiberg als Ziel bestand aus zwei Staffeln mit zusammen 24 B-17 „Flying Fortress“, die 60,5 Tonnen Bombenlast geladen hatten: je Maschine 10–12 Stück hochbrisanter 500-lb-Sprengbomben. Die Bomben wurden ab 12.40 Uhr aus einer Flughöhe von 5000 bis 6000 Metern bei hervorragender Sicht geworfen. Die aus südöstlicher Richtung kommende erste Staffel entlud ihre Ladung – mit der wahrscheinlichen Absicht, die Gleisanlagen des Bahnhofs Freiberg zu treffen – durch Abdriften auf die dicht bebaute, nördlich vorgelagerte Bahnhofvorstadt. Die zweite Staffel traf (mit 100 Sprengbomben) von der Stadt weit entfernte Felder.
Von dem Bombenteppich getroffen wurde das Stadtviertel zwischen Silberhofstraße, Dammstraße, Humboldtstraße, Stollnhausgasse, Am Bahnhof, Bahnhofstraße, Schöne Gasse, Lange Straße bis Roßplatz, Schönlebestraße und Berthelsdorfer Straße. Dazu kam die zwischen Bergstiftsgasse und Buchstraße gelegene Städtische Berufsschule. Hier gab es viele Opfer unter den einquartierten Volksdeutschen aus Bessarabien. Schwer getroffen wurde die „Rote Grube“ zwischen Lange Straße, Rotem Weg und Wernerplatz. Das hier liegende, 1855 errichtete „Treibehaus“ erhielt einen Volltreffer. Der mächtige Fachwerkbau war für 90 Jahre ein Symbol des Freiberger Bergbaus gewesen. Eine weitere Bombe traf den südöstlichen Teil des Wernerplatzes, unter dem sich ein großer, öffentlicher Luftschutzbunker befand. Ein Treffer verursachte in der Körnerstraße Gas- und Wasserleitungsschäden, ein anderer explodierte in der Eisengießerei und Maschinenfabrik Paschke.
Außer den Gebäuden in der Bahnhofvorstadt waren betroffen: die Chemnitzer Straße, die Hainichener Straße und Kleinwaltersdorf.

## Nach dem Angriff
Die folgenden Angaben stammen aus der Sonderausstellung des Stadtmuseums von 2010.
Laut Bericht des Oberbürgermeisters Hartenstein vom 10. Oktober 1944 waren alle verfügbaren Kräfte sehr schnell zur Stelle und haben mit der Bevölkerung „in geradezu vorbildlicher Weise“ zusammengearbeitet – vor allem, um die Rettung verschütteter Mitbürger zu ermöglichen. Ab 18.00 Uhr wurde Verpflegung für die Obdachlosen und die Einsatzkräfte verabreicht.
An den Folgetagen wurden die Betroffenen zum Beispiel im Restaurant „Brauhof“ mit Essen versorgt. Sie erhielten auch „Betreuungskarten“ für kostenlose Einkäufe. „Wichtig zur Behebung der akuten Not waren die nachbarschaftliche Unterstützung und die Hilfe innerhalb der Familien“.
Kurze Zeit später begannen die Reparaturarbeiten an den Wohnungen. Instand zu setzen waren 318 Dächer, 250 Schaufenster, 4000 Fenster und 2780 Türen. Gearbeitet wurde an 6 Tagen in der Woche von 6.30 Uhr bis 17.30 Uhr. Auch Kriegsgefangene wurden zu den Aufräumarbeiten herangezogen.

## Sachschäden
Total zerstört wurden 32 Gebäude, 50 wurden schwer, 48 mittelschwer und 215 leicht beschädigt: zusammen 345 betroffene Gebäude.
Hätten die 100 Sprengbomben der zweiten Staffel (der 91st Bombardment Group), die in freies Feld niedergingen, auch das Stadtgebiet getroffen, so wären die Zerstörungen noch deutlich schwerer gewesen.
Obdachlos wurden über 1.500 Menschen.

## Opfer, Begräbnis- und Gedenkstätten
Der Bombenangriff vom 7. Oktober 1944 forderte 172 Todesopfer (einschließlich Kleinwaltersdorf) Glücklicherweise fielen 100 Sprengbomben – durch Fehlnavigation – weitab von der bebauten Stadt, sonst wäre die Zahl der Opfer noch größer gewesen.
Die meisten Toten wurden gemeinsam in Reihengräbern auf dem Donatsfriedhof beerdigt: Von der Stadt her gesehen auf der linken Seite, etwa in der Mitte. Nach einem Zeitzeugenbericht wurde das Gräberfeld zur späten DDR-Zeit in den 1980er Jahren eingeebnet. Eine Gedenktafel gab es nicht (mehr).
Jetzt (2018) bietet sich das Bild einer gepflegten Grab- und Gedenkanlage.
Seit Oktober 2016, dem 72. Jahrestag des Bombardements, gibt es einen künstlerisch gestalteten Gedenkstein mit folgendem Text: „Ehrendes Gedenken. Der Bombenangriff am 7. Oktober 1944 forderte das Leben von 172 Freiberger Bürgern. In diesem Grabfeld ruhen 101 dieser Opfer. Die Stadt Freiberg“. Das Denkmal wurde entworfen von Heinz Weber, nach dessen Tod fortgeführt von Rainer Frommann – unterstützt durch die Stadtverwaltung. Bei der Einweihung „mahnte Bürgermeister Holger Reuter eindringlich, den damaligen Bombenkrieg gegen die Zivilbevölkerung als Kriegsverbrechen einzustufen“.
Auf dem Gräberfeld findet sich auch eine Gedenktafel mit Bild und folgendem Text: „Am 7. Oktober 1944 gab Erna Matthes (23 Jahre) beim Bombenangriff auf Freiberg ihr Leben für das ihres Kindes“.
In der Stadt gibt es am Gebäude des Beruflichen Schulzentrums für Wirtschaft in der Bergstiftgasse 2 eine 1994 eingeweihte Gedenktafel: „Der Bombenangriff am 7. Oktober 1944 forderte das Leben von 172 Freiberger Bürgern. In ehrendem Gedenken die Stadt Freiberg.“ Das Berufsschul-Gebäude war bei dem Luftangriff schwer getroffen worden. Zahlreiche dort einquartierte, umgesiedelte Volksdeutsche starben.

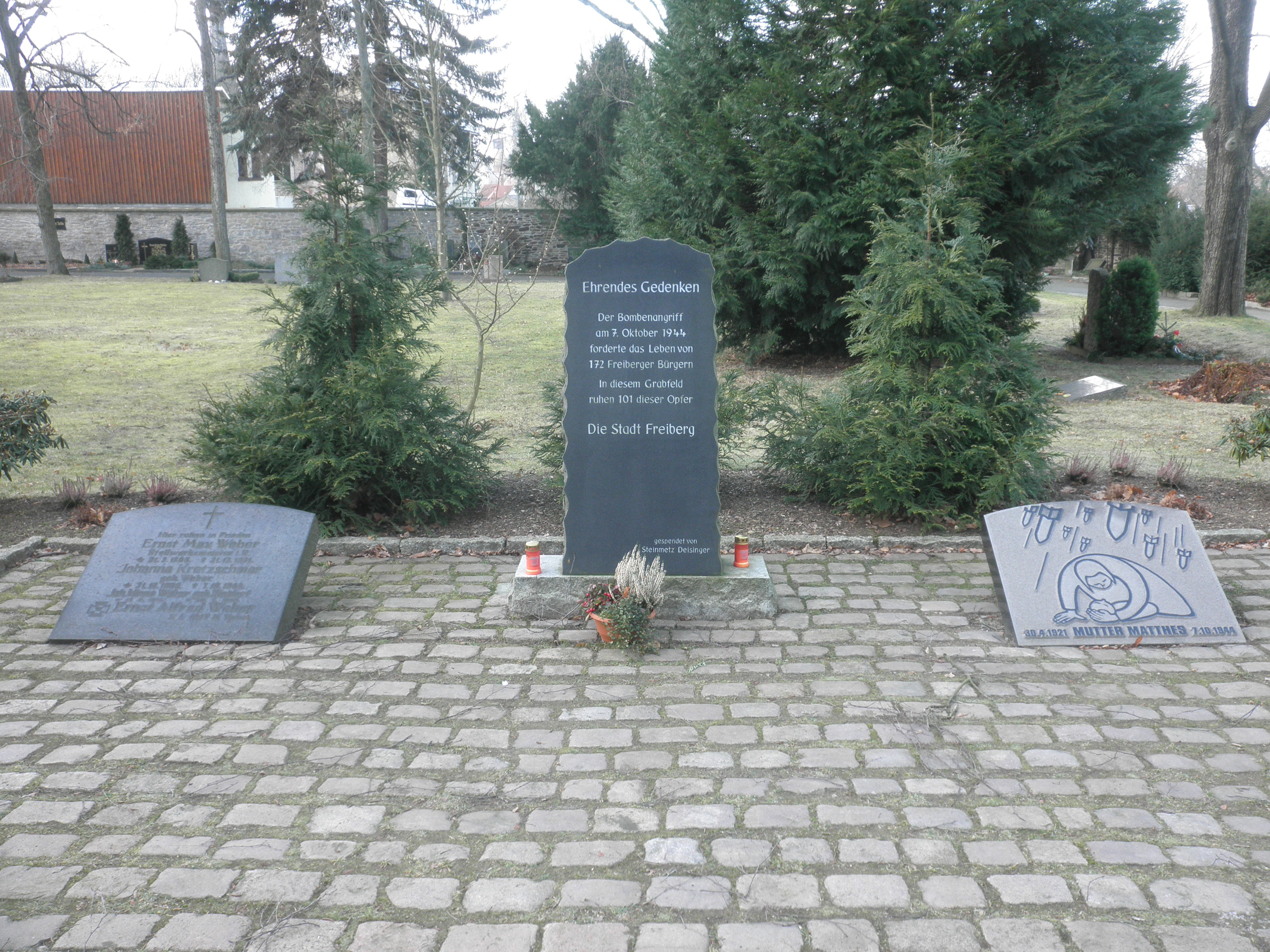
Gräberfeld für Bombenopfer 1944 auf Donatsfriedhof
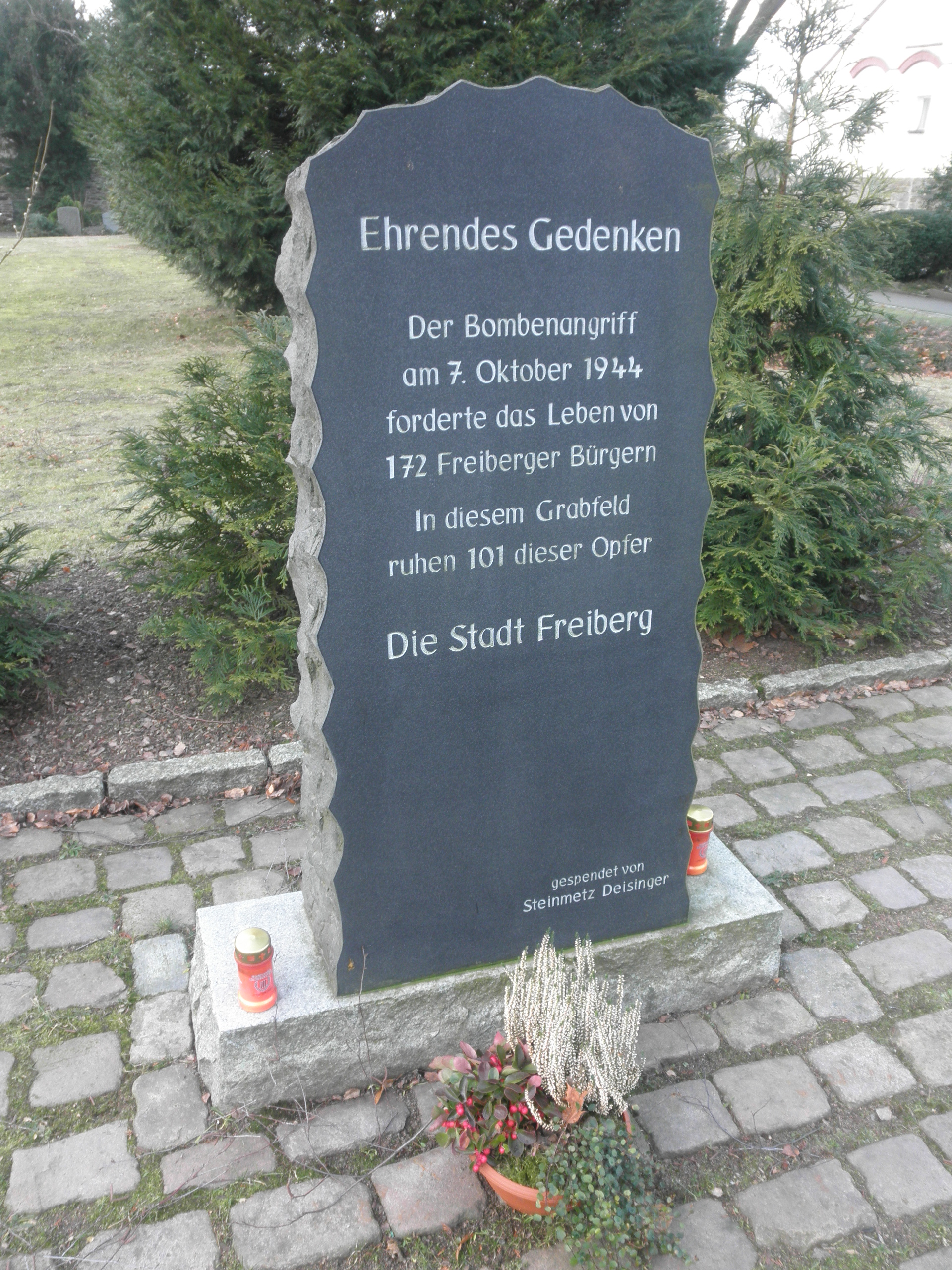
Denkmal Ehrendes Gedenken für Bombenopfer 1944
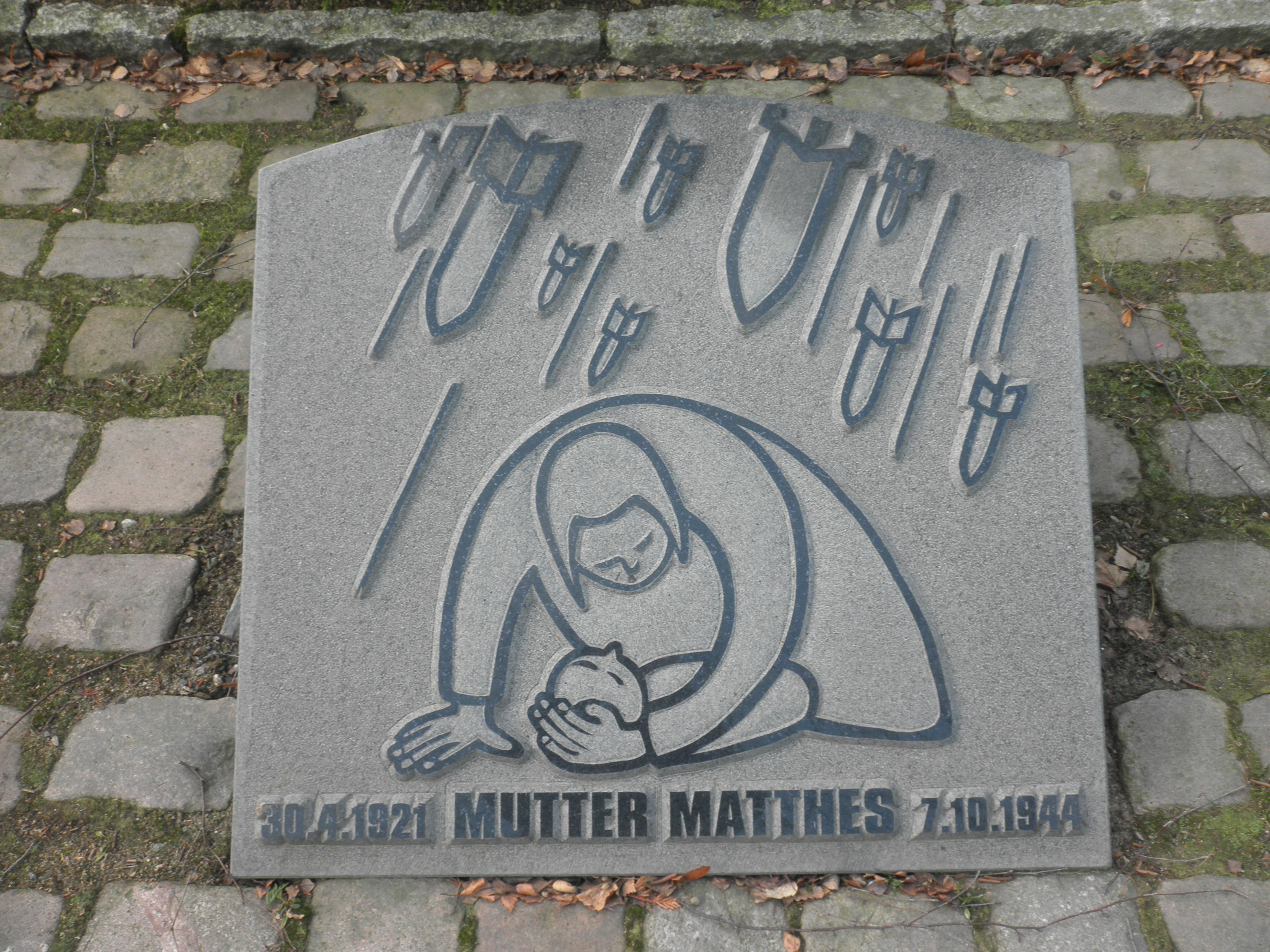
Mutter Matthes opfert sich für ihr Kind bei Bombardierung 1944
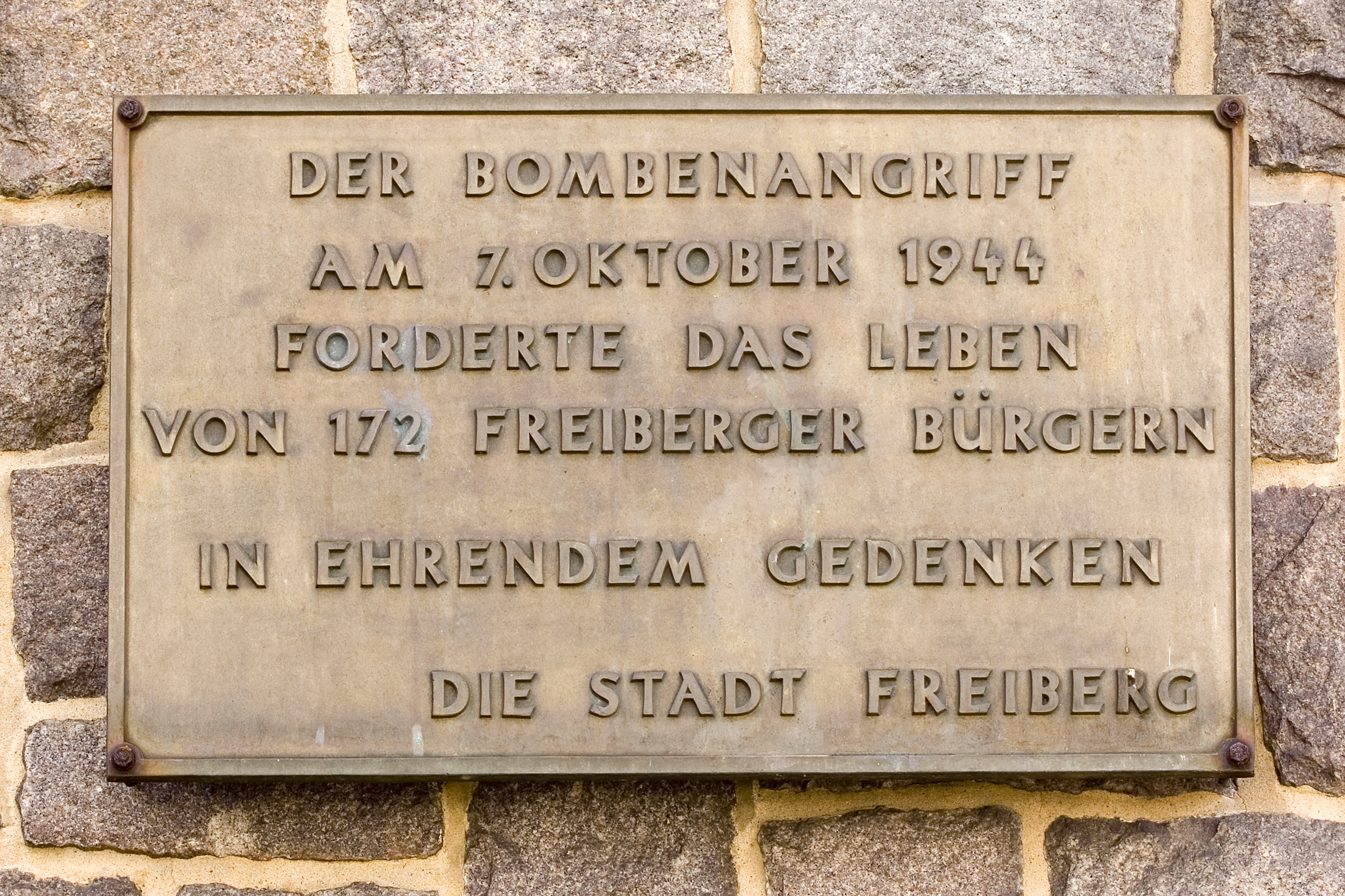
Erinnerungstafel in der Stadt